# Convoi de femmes (film, 1974)
Pour plus de détails, voir Fiche technique et Distribution.
Convoi de femmes est un film franco-italien réalisé en 1974 par Pierre Chevalier, sorti en 1974.

## Fiche technique
- Titre : Convoi de femmes
- Réalisation : Pierre Chevalier
- Scénario : Marius Lesœur et Francesco Mazzei
- Photographie : Gérard Brisseau
- Musique : Paul de Senneville et Olivier Toussaint
- Production : Eurociné - Julia Film
- Pays de production :  France,  Italie,  Belgique
- Durée : 78 minutes
- Date de sortie : 
  - France : 28 décembre 1974

## Distribution
- Anna Gladysek : Aline
- Marianne Rémont : Nicole
- Paul Müller : le colonel anglais
- Gilda Arancio
- Alice Arno
- Lynn Monteil
- Olivier Mathot
- Evelyne Scott